# Pernická oblast
Pernická oblast (bulharsky Област Перник) je jedna z oblastí Bulharska. Leží na západě země mezi hlavním městem Sofií a hranicí se Srbskem a jejím správním střediskem je Pernik.

## Charakter oblasti
Oblast hraničí na jihu s Kjustendilskou oblastí, na východě se Sofijskou oblastí a s Městem Sofií, na západě pak se Srbskem. Území oblasti je hornaté na západě a nížinné na východě, kterým protéká řeka Struma. Pernik je zde jediným větším městem, má 92 000 obyvatel. Další významnější města jsou Radomir, Breznik, Zemen a Trăn.

## Obštiny
Oblast se administrativně dělí na 6 obštin.

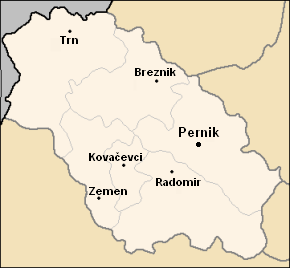
Pernická oblast

| Obština - Breznik - Kovačevci - Pernik - Radomir - Trăn - Zemen | Sídlo - Breznik - Kovačevci - Pernik - Radomir - Trăn - Zemen |

## Města
Správním střediskem oblasti je Pernik. Kromě sídelních měst jednotlivých obštin, přičemž Kovačevci městem není, se zde nachází město Batanovci.

## Obyvatelstvo
K 15. prosinci 2024 v oblasti žilo 121 937 obyvatel a bylo zde trvale hlášeno 123 088 obyvatel. Podle sčítání 7. září 2021 bylo národnostní složení následující:
- Bulhaři: 107 459 (96.3 %)
- Romové: 3 544 (3.2 %)
- Turci: 128 (0.1 %)
- ostatní[p 2]: 494 (0.4 %)